# Hansine Andræ
Pour les articles homonymes, voir Schack.
Hansine Pouline Andræ née Schack (1817–1898) est une féministe danoise. Elle est surtout connue pour avoir proposé de transformer la liturgie maritale danoise au profit des femmes. Ses carnets (1854-58), retranscrivant ses opinions sur les politiques et les débats parlementaires de son temps, rendent compte avec précision de la société de son époque. Ils furent publiés par son fils Poul Andræ en trois volumes entre 1914 et 1920,. 

## Biographie
Née le 5 avril 1817 à Sengeløse, à l'ouest de Copenhague, Hansine Pouline Schack est la fille de Nicolai Clausen Schack (1781-1844), un prévôt, et de Tagea Dorothea Erasmi (1785–1841). Elle fait son éducation à l'internat pour filles de Miss Zeuthen jusqu'à ce que son père soit nommé prêtre de la paroisse de l'église de Notre-Sauveur de Copenhague en 1833. En 1842, elle épouse le mathématicien et politicien Carl Christoffer Georg Andræ.  
Chaque soir, avant d'aller se coucher, elle retranscrit ses opinions et impressions de la vie politique de son temps dans des carnets publiés plus tard sous le titre Geheimeraadinde Andræs politiske Dagbøger. Elle y fait mention des relations politiques de son mari et des discussions qu'il entretient avec des politiciens de tendance libérale comme Andreas Frederik Krieger and Carl Christian Hall. Ses comptes-rendus font aussi état du déroulement des séances au Parlement danois, auquel elle a souvent assisté, et des commentaires de son mari sur les négociations politiques.  
Dans son ouvrage Kirkegaard in Golden Age Denmark (Kierkegaard et l'âge d'or danois), Bruce Kirmmse la qualifie de "femme très intelligente et perspicace d'un point de vue politique" ("very intelligent and politically shrewd"). En dépit de ses fortes opinions féministes, elle ne fut pas une militante revendiquée, contrairement à sa sœur Marie Rovsing et à sa nièce Tagea Johansen.  
En 1879 elle écrit à la militante du droit des femmes Severine Casse (1805-1898) sur une proposition de la Société des femmes danoises visant à transformer la liturgie maritale de l'église du Danemark. Andræ soutint la proposition de réduire à une seule le nombre de fois où une femme devait jurer obéissance à son mari, écrivant à ce sujet : "Quelle différence entre devoir dire "oui" une fois ou dix fois ? Il me semble que les femmes cherchant à transformer cette liturgie devraient le faire dans un sens qui supprime toute référence à la soumission". Elle vécut suffisamment longtemps pour voir les modifications apportées à cette liturgie, peu de temps avant sa mort,.  
Hansine Andræ fut victime d'un accident vasculaire cérébral en 1892 et mourut le 17 mars 1898 à Copenhague.